# Rumpskatt
Rumpskatt skall ha uttagits av drottning Margareta enligt Ericus Olai (jämför Olaus Petris "Svenska krönika"). Den bör ha bestått i en viss avgift för vart kreatur, som bonden ägde.